# 아베 라이세이
아베 라이세이(일본어: 阿部 来誠, 2004년 12월 17일~)는 일본의 축구 선수이다.

## 구단 경력
그는 2023년 J2리그의 오미야 아르디자에 입단했다. 2023년후 J3리그에 강등했다. 2024년 J3리그 우승으로 J2리그로 승격했다.